# Cambio antigénico

Ilustración del NIAID sobre el posible reordenamiento genético de la gripe.

Cambio antigénico o cambio viral es el proceso por el cual dos o más cepas diferentes de un virus, o las cepas de dos o más virus diferentes, se combinan para formar un nuevo subtipo que tiene una mezcla de los antígenos de superficie de las cepas originales. 
El término «cambio antigénico» a menudo se aplica específicamente a la gripe, ya que ese es el ejemplo más conocido, pero también se sabe que el proceso ocurre con otros en otros sistemas virales –como el visna virus en ovejas–, siendo en esos casos denominado «cambio viral». El cambio antigénico es un caso específico de reordenamiento genético que confiere un cambio del fenotipo. 
El cambio antigénico es diferente a la deriva antigénica, que es la mutación natural a lo largo del tiempo de las cepas conocidas de gripe (u otros virus) que puede conducir a una pérdida de inmunidad o un desajuste de la vacuna. La deriva antigénica ocurre en todos los tipos de gripe, incluida la influenzavirus A, la influenzavirus B y la influenzavirus C. Sin embargo, el cambio antigénico ocurre solo en la gripe A, porque infecta más que solo a los humanos. Las especies afectadas incluyen otros mamíferos y aves, dando a la influenzavirus A la oportunidad de una importante reorganización de los antígenos de superficie. Los influenzavirus B y C infectan principalmente a los humanos, minimizando la posibilidad de que un reordenamiento cambie drásticamente su fenotipo.
El cambio antigénico es importante para la aparición de nuevos patógenos virales, ya que es una vía que los virus pueden seguir para ingresar a un nuevo nicho. Podría ocurrir con virus de primates y puede ser un factor para la aparición de nuevos virus en la especie humana como el VIH. Debido a la estructura de su genoma, el VIH no se reordena, pero se recombina libremente y a través de la superinfección, por lo que el VIH puede producir cepas de VIH recombinantes que difieren significativamente de sus antepasados.

## El papel de la transmisión de los virus de la gripe de animales a humanos
El virus de la gripe A se encuentra en muchos animales diferentes, por ejemplo en patos, pollos, cerdos, seres humanos, ballenas, caballos y focas. El virus de la gripe B circula extensamente, sobre todo entre los seres humanos, aunque recientemente se ha podido encontrar también en las focas. Las cepas de la gripe se nombran según el tipo de las proteínas de su superficie, la hemaglutinina y la neuraminidasa (de las cuales hay 18 y 9 tipos respectivamente), por lo que serán denominadas, por ejemplo, H3N2 por la hemaglutinina tipo 3 y la neuraminidasa tipo 2. Algunas cepas de la gripe aviar (de las cuales se cree que proceden todas las demás cepas de la gripe A) pueden infectar a cerdos o a otros mamíferos. Cuando dos cepas diferentes de gripe infectan simultáneamente a la misma célula, sus cápsides proteicas y sus envolturas lípidas se eliminan, con lo cual, su ARN queda expuesto, y este se transcribe a ARNm. La célula anfitriona desarrolla entonces nuevos virus que combinan sus antígenos. Por ejemplo, el H3N2 y el H5N1 pueden formar el H5N2 de esta manera. Dado que el sistema inmunitario humano tiene dificultades para reconocer una nueva cepa de gripe, esto puede ser altamente peligroso, y dar resultado a una nueva pandemia. Los virus de la gripe que sufrieron cambios antigénicos mayores causaron la pandemia de la gripe asiática de 1957, la pandemia de la gripe de Hong Kong de 1968, y el susto de 1976 con la gripe porcina. Hasta hace poco, se creía que estas combinaciones habían causado el infame brote de gripe de 1918, que mató de 40 a 100 millones de personas en todo el mundo; sin embargo, la investigación más reciente sugiere que la pandemia de 1918 fue causada por el cambio antigénico menor de un virus totalmente aviar hacia una forma que podía infectar a los seres humanos de manera eficaz. El brote más reciente de H1N1 de 2009 fue el resultado de un cambio antigénico mayor y una reagrupación entre virus humano, aviar y porcino. Una situación cada vez más preocupante es la posibilidad de un cambio antigénico mayor entre la gripe aviar y la gripe humana. Este cambio antigénico mayor podría causar la formación de virus altamente virulentos.

## En el ecosistema marino
En materia de virología, el ecosistema marino ha sido poco estudiado, pero debido a su extraordinario volumen, a la alta densidad viral (100 millones de virus por mL en aguas costeras y 3 millones por mL en alta mar), y a la alta tasa de lisis celular (hasta el 20% de promedio), las tasas de cambio antigénico mayor en los virus marinos, y de recombinación genética deben ser muy altas. Esto resulta más llamativo al considerar que la coevolución de los procariotas y los virus en el medio acuático ha estado sucediendo desde antes de que los eucariotas aparecieran en la tierra.